# 代尔姆
代尔姆（法語：Delme，發音：[dɛlm]），法国东北部市镇，位于大东部大区摩泽尔省，隶属于萨尔堡-萨兰堡区，其市镇面积为5.09平方公里，2022年1月1日时人口数量为1,150人，在法国市镇中排名第8,861位（2022年）。
代尔姆位于摩泽尔省西南部，是一个区域性的中心城市，连接梅斯和萨兰堡之间的干线公路由此通过。

## 地名来源
“Delme”一名最初以“Ad Duodecimum”的形式出现于《波伊廷格地图》上。根据当地官方网站的论述，这一名称意为“第十二块界碑”，因该地位于梅斯—斯特拉斯堡道路的第十二块界碑处而得名。1871至1918年间，代尔姆被划入德意志帝国，当地官方名称被更名为“Delm”；第二次世界大战期间，代尔姆再次被德军占领，该地官方名称又一度被改为“Delmen”。

## 历史

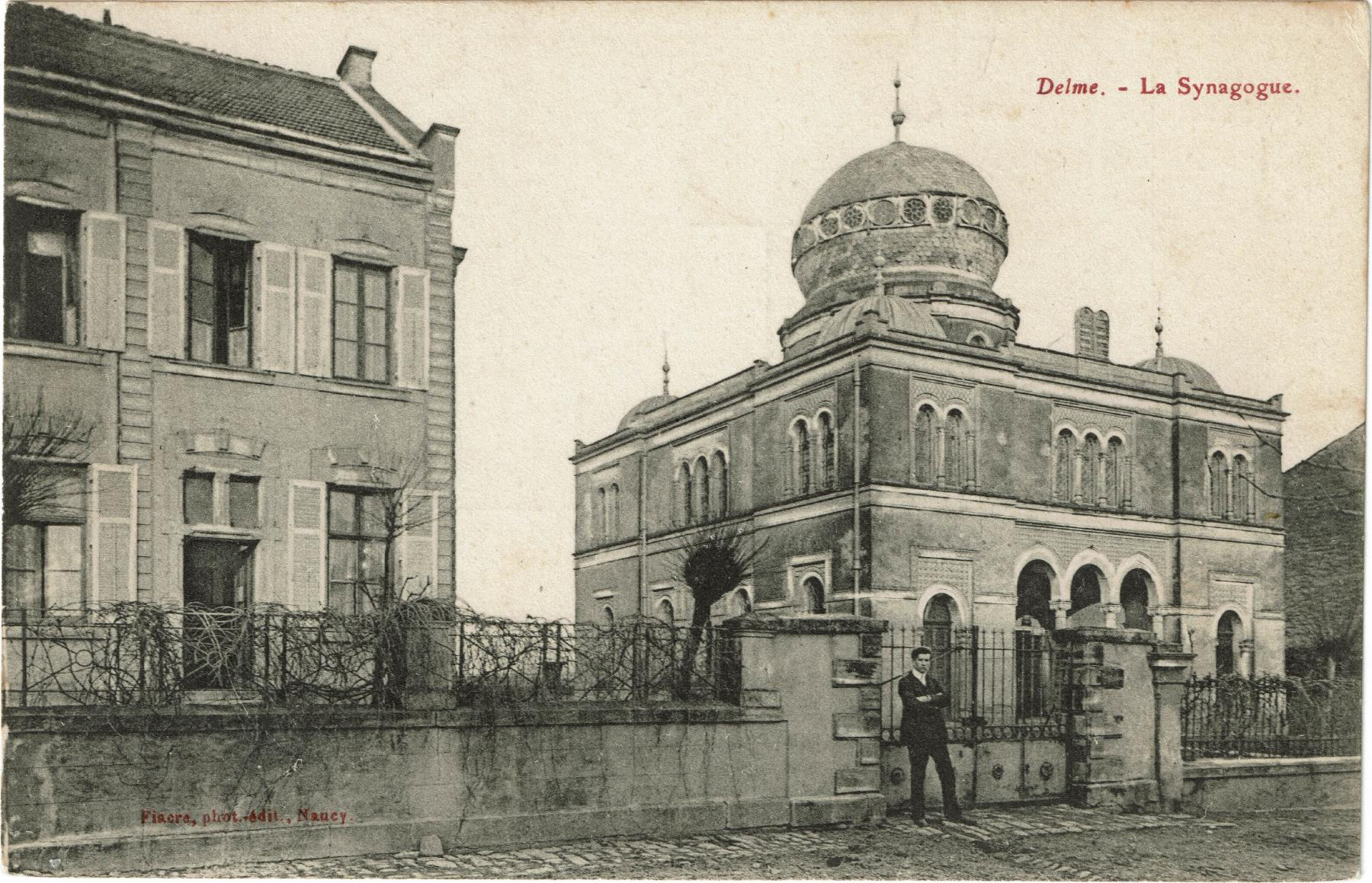
二十世纪初的代尔姆犹太教堂

代尔姆的早期历史尚不清楚，该区域历史上长期为洛林的一部分。1699年，当地建成了首座犹太教堂。法国大革命后，代尔姆成为默尔特省的一个市镇，并自1793年起成为该省的一个县治。普法战争结束后，代尔姆及其所处的阿尔萨斯-洛林地区被划入德意志帝国，并被划入新设立的萨兰堡县。其间，途经代尔姆的梅斯—萨兰堡铁路建成通车。一战结束后，代尔姆及阿尔萨斯-洛林地区根据《凡尔赛条约》重归法国，其中代尔姆被划入摩泽尔省。二战期间，代尔姆被纳粹德军占领，当地火车站在1944年9月3日的盟军行动中遭到猛烈轰炸，代尔姆最终于同年11月17日获得解放。二十世纪70年代末，途径代尔姆的铁路停止运行。2014年，代尔姆县被撤销。

## 地理

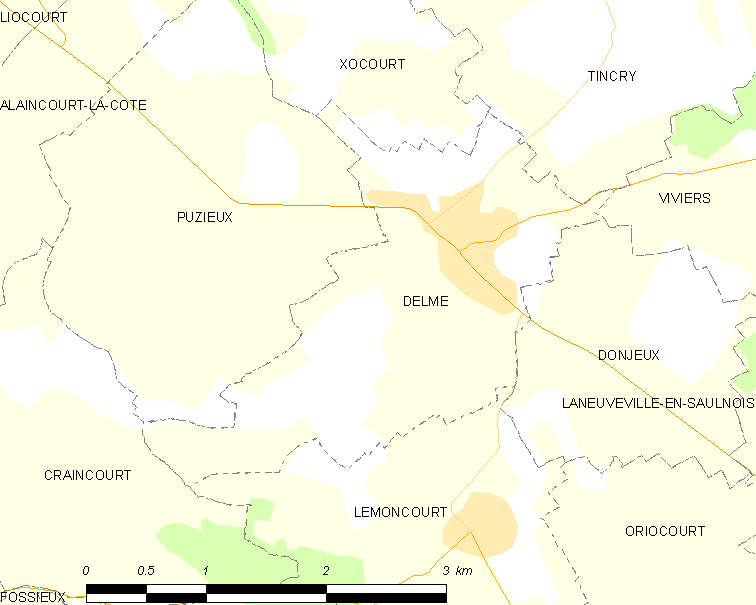
代尔姆市镇范围地图

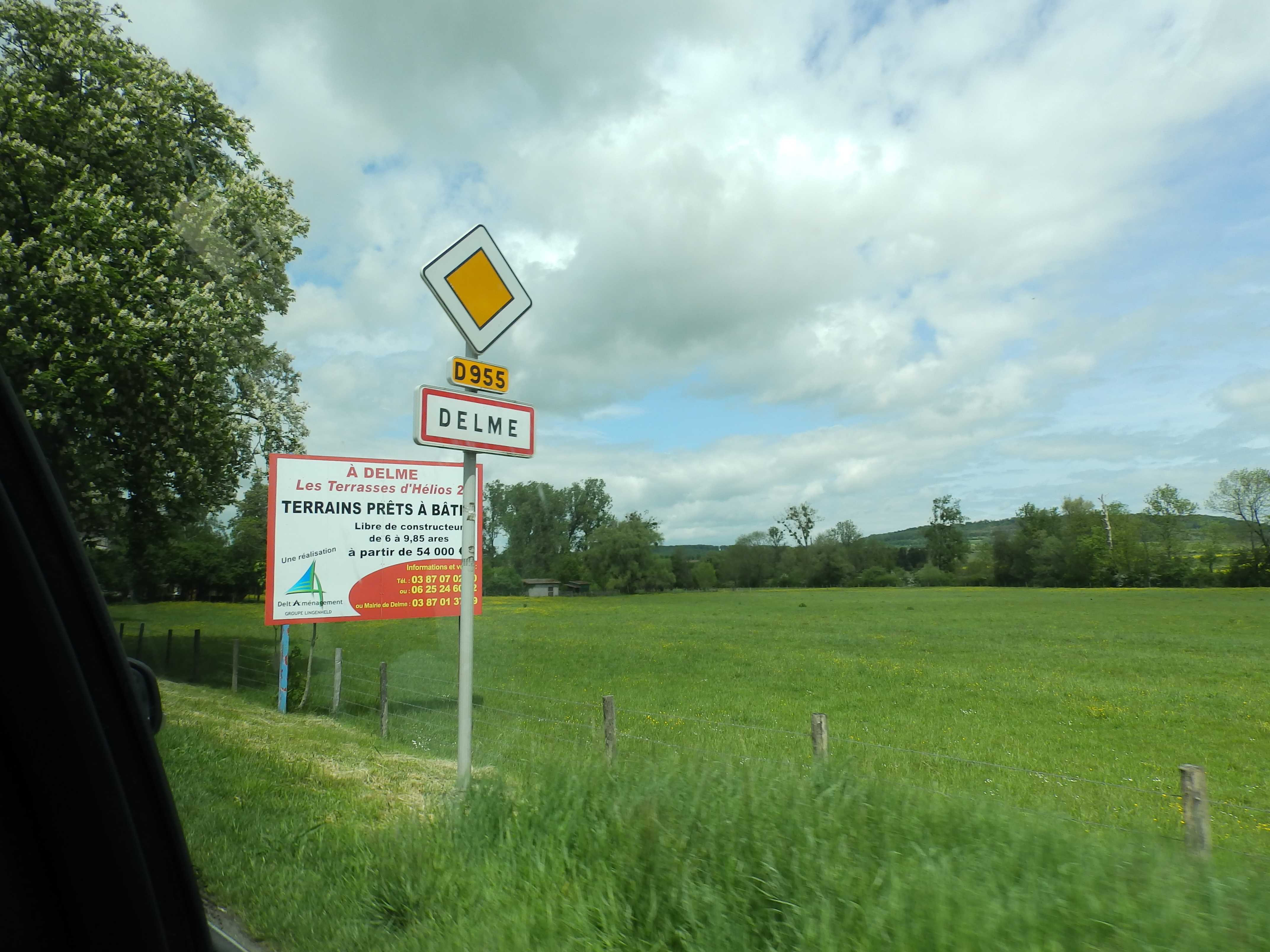
代尔姆入城路牌及后方的自然景观

代尔姆位于法国东北部，大东部大区东北部和摩泽尔省西南部，距离省会梅斯大约33公里。与代尔姆接壤的市镇包括：克兰库尔、栋热、勒蒙库尔、皮济约、坦克里、维维耶和克索库尔。

### 地形
代尔姆位于索努瓦地区腹地，境内以平原和浅丘为主，市镇中心位于一处地势较为开阔的河谷地带，市镇范围西南部略有起伏，全境海拔在208到280米之间。

### 水文
代尔姆位于莱茵河流域范围内，圣让溪（Ruisseau de Saint-Jean）自东向西南流经镇中心，其右岸支流朗普溪（Ruisseau de la Lampe）在此与其交汇。

### 植被
代尔姆属于温带阔叶混交林区，林地多分布于河流附近及坡地地带。
在鲜花城市的评比中，代尔姆暂未被评级。

### 自然灾害
代尔姆的地震危险度等级为1级，属于极低危险；氡辐射等级为1级，属于低危险。1982至2025年1月间，代尔姆境内共发生12次有记录的自然灾害，其中6次洪涝，5次干旱。

### 气候
代尔姆在柯本气候分类法中属于带有一定大陆性气候特征的温带海洋性气候（Cfb）。

## 行政区划
代尔姆的市镇编号为57171，邮政编号为57590。
在行政管理方面，代尔姆隶属于法国大东部大区摩泽尔省萨尔堡-萨兰堡区；在地方选举方面，代尔姆隶属于勒索努瓦县，其市镇范围全境被划入摩泽尔省第四选区；在社会管理方面，代尔姆是索努瓦市镇公共社区的组成部分。
截至2025年3月，代尔姆市镇范围内暂无任何安全优先街区及城市政策优先街区。
法国国家统计与经济研究所（简称“INSEE”）在进行数据统计时，未将代尔姆划入任何城市核心区（Unité urbaine），将包括代尔姆在内的周边共245个市镇划为梅斯城市辐射区。此外，INSEE还将代尔姆市镇整体看作一个“块区”（IRIS），以便于统计人口分布情况。

## 交通

### 公路
摩泽尔省省道D20线、D74线、D155l线、D155m线和D955线在代尔姆境内交汇。大东部大区公共交通（商业名称为“Fluo”）下属的摩泽尔省城际客运27线经停代尔姆，可通往梅斯、萨兰堡等地。
2021年，84.5%的代尔姆家庭拥有至少一辆私人汽车。2020年，代尔姆境内共发生各类交通事故1起，造成1人遇难，1人重伤。
| 27 | 27 |

| 梅斯 | 33 |

| 萨兰堡 | 12 |

| 莫朗日 | 23 |

### 铁路
距离代尔姆最近的运营中的客运铁路车站为24公里外的洛林TGV站，该站停靠往返于南特、雷恩、布鲁塞尔、波尔多等城市和斯特拉斯堡之间的高速列车，另有部分班次可直通巴黎、科尔马及德国弗赖堡。

### 航空
代尔姆距离梅斯-南锡-洛林机场的公路里程大约22公里。

### 城市公共交通
截至2025年3月，代尔姆暂无城市公共交通系统。

## 政治

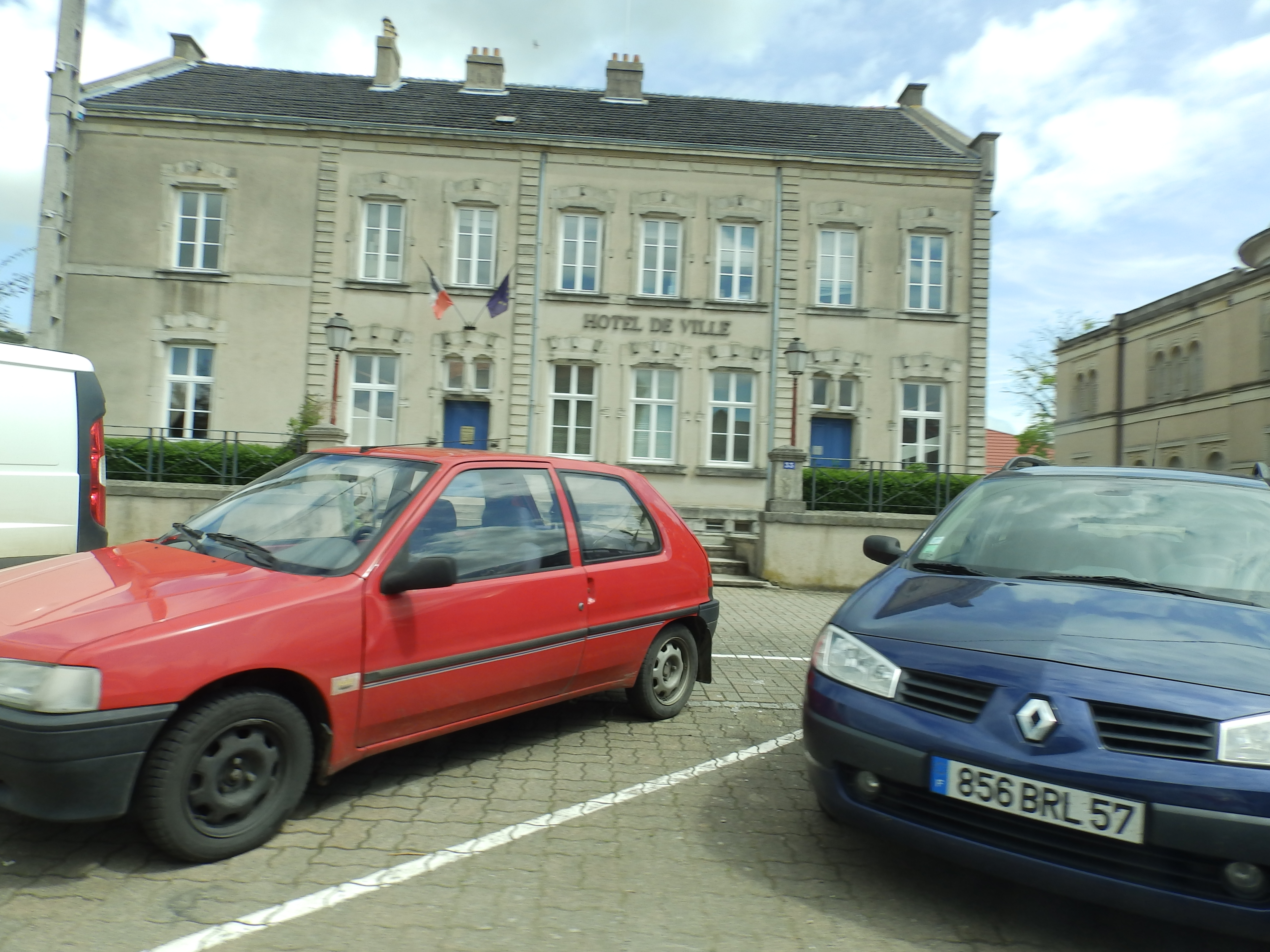
代尔姆市政厅

代尔姆的现任市长为洛伊克·克洛普先生（Loïc KLOPP），他的党籍不详，在2020年的市政选举中获得了54.37%的支持率。
在2022年的法国总统大选的第二轮选举中，法国第25任总统埃马纽埃尔·马克龙在代尔姆获得了50.62%的支持率。

## 人口
2022年，代尔姆市镇人口数量为1,150，在法国排名第8,861位。其中男性537人，女性614人，75岁及以上人口占9.9%，外籍人口数量为14人，人口密度为226人/平方公里，当地居民被称为（男性）或（女性）。2015至2021年间，代尔姆的人口增长率为0.6%。2022年，代尔姆境内出生13人，死亡人口26人。
| 代尔姆1900年－2022年人口变化情况 |
|                                  |
| 数据来源：Cassini、INSEE         |

## 经济
代尔姆是一个区域性的中心城市。INSEE于2020年将代尔姆划入梅斯就业区（Zone d'emploi de Metz），并又于2022年将其划入萨兰堡生活区（Bassin de vie de Château-Salins）。截至2023年底，代尔姆市镇范围内共有各类用人单位（包含自雇）198家，比上一年同期新增18家；（殡葬服务）是当地2022年已公布营业额最高的企业，为876,019欧元。

## 财政与居民收入
2023年，代尔姆的财政收入总额为1,149,650欧元，财政支出总额为922,140欧元，当年的债务总额为483,740欧元。2023年，代尔姆市镇通过增值税获得31,270欧元的收入，此外当地还共获得了44,670欧元的国家直接财政补助。
| 代尔姆居民收入情况                                                                                 | 代尔姆居民收入情况  | 代尔姆居民收入情况  | 代尔姆居民收入情况  |
| 内容                                                                                               | 代尔姆              | 摩泽尔省            | 法國                |
| -------------------------------------------------------------------------------------------------- | ------------------- | ------------------- | ------------------- |
| 居民平均时薪                                                                                       | 不详                | 15.1欧元（2022年）  | 17欧元（2022年）    |
| 高级职员人均时薪                                                                                   | 不详                | 25.9欧元（2022年）  | 29.1欧元（2022年）  |
| 中级职员人均时薪                                                                                   | 不详                | 16.5欧元（2022年）  | 16.6欧元（2022年）  |
| 普通职员人均时薪                                                                                   | 不详                | 11.6欧元（2022年）  | 12.1欧元（2022年）  |
| 工人人均时薪                                                                                       | 不详                | 12.7欧元（2022年）  | 12.5欧元（2022年）  |
| 贫困率                                                                                             | 不详                | 15.9%（2021年）     | 14.5%（2021年）     |
| 青壮年（15至64岁）失业率                                                                           | 7.2%（2021年）      | 11.6%（2021年）     | 10.4%（2021年）     |
| 家庭总数                                                                                           | 422（2022年）       | 607（2022年）       | 1,160（2022年）     |
| 征税家庭数量占比                                                                                   | 43.1%（2023年）     | 46.2%（2022年）     | 44.8%（2022年）     |
| 家庭年均纳税                                                                                       | 2,731欧元（2023年） | 2,787欧元（2022年） | 4,481欧元（2022年） |
| *注：INSEE未公布2,000人口以下市镇的部分经济数据。 资料来源：INSEE、L'Internaute、Le Journal du Net |                     |                     |                     |

## 社会事务

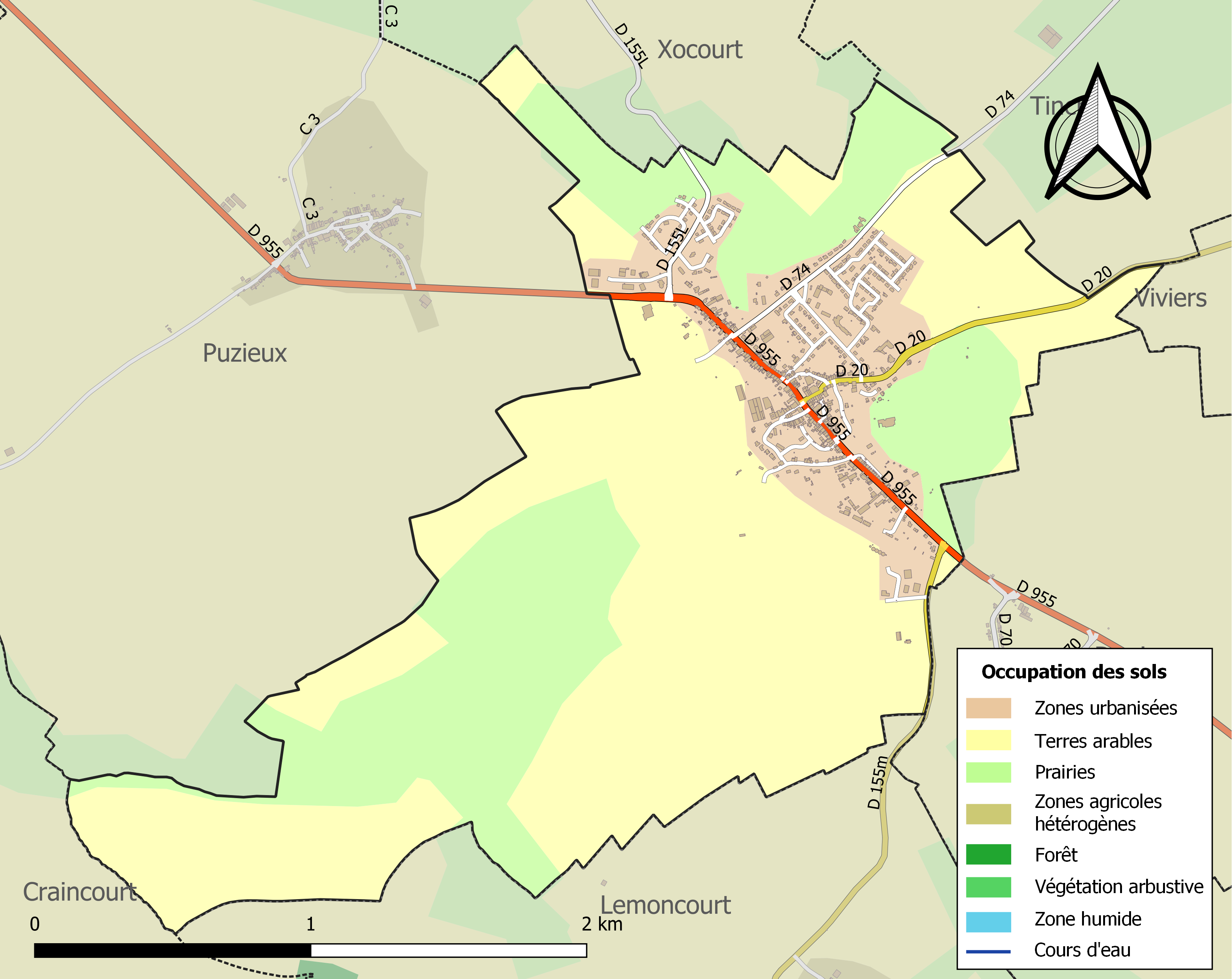
代尔姆土地利用情况地图

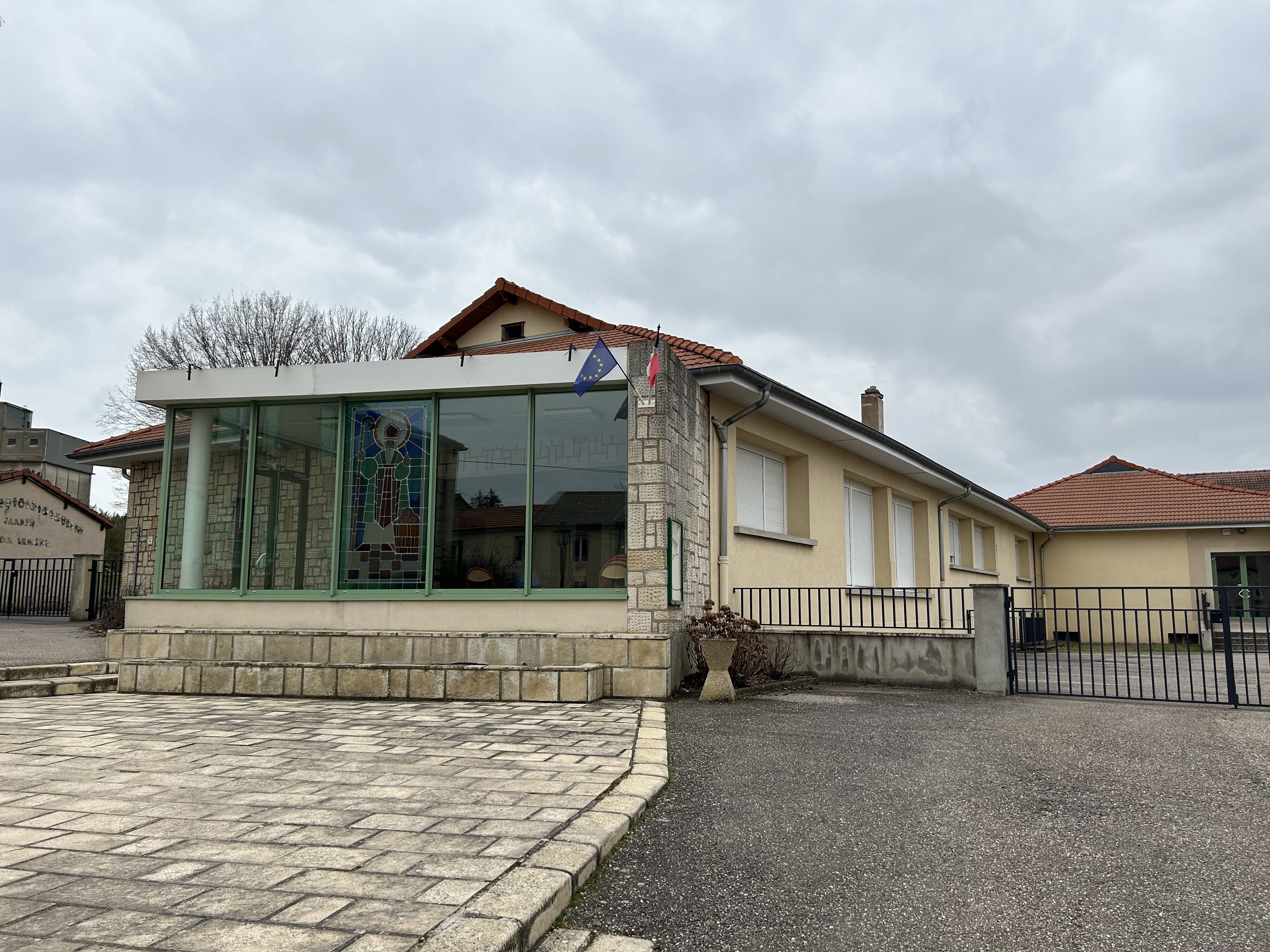
镇中心的一所学校

### 教育
代尔姆属于南锡-梅斯学区。截至2023年1月1日，代尔姆境内共有1所幼儿园、1所小学和1所初级中学。2022至2023学年度，代尔姆境内共有在校中等教育阶段学生363名。

### 医疗
截至2023年1月1日，代尔姆境内共有全科医生4名、保健师3名、牙医1名、护士8名、助产士1名、药房1家、养老院1家。
距离代尔姆公路耗时最短的区域性医疗机构为梅斯-蒂永维尔大区中心医院，其主病区梅尔西医院（Hôpital de Mercy）位于梅斯东南部，距离代尔姆市区的正常车程大约20分钟，该院设有床位780个，是摩泽尔省规模最大的公立综合性医院。

### 住房
2021年，代尔姆境内共有各类住房478套，其中79.1%为独立式住宅，20.5%为集中式住宅。常住房屋占代尔姆市镇范围内居民建筑总量的92.3%。2023年，代尔姆的居住税率为25.42%，不动产税率为35.04%（其中空置土地的不动产税率为51.73%）。
在住房保障政策方面，2023年，代尔姆境内共有210户家庭获得了家庭津贴补助，受益人数占总人口数量的18.3%，其中65份为房租补助。

### 商业
2021年，代尔姆境内共有各类实体商铺30家，其中餐厅3家、大型超市1家、面包房2家、美容美发店3家、汽车维修店3家。

### 体育
2023年，代尔姆境内共有1间体育馆、1座综合体育场、1处网球场以及1处足球或橄榄球场。
截至2025年3月，代尔姆-索尔涅足球协会（Entente Foot Delme Solgne，编号549351）是代尔姆境内唯一的一家注册足球俱乐部，其主队2024至2025赛季参加摩泽尔省足球联赛甲组（法国第九级别），其主场为市政球场（Stade Municipal）。

### 环境
代尔姆的环境事务由其所属的索努瓦市镇公共社区联合各级政府协调负责。2021年，代尔姆境内暂无污染企业。

### 治安
2021年，代尔姆市镇范围内有1处宪兵队。
2023年，代尔姆市镇范围内累计记录各类案件30起，其中盗窃类案件8起，人身侵犯类案件6起，毒品交易类案件3起。

## 文化

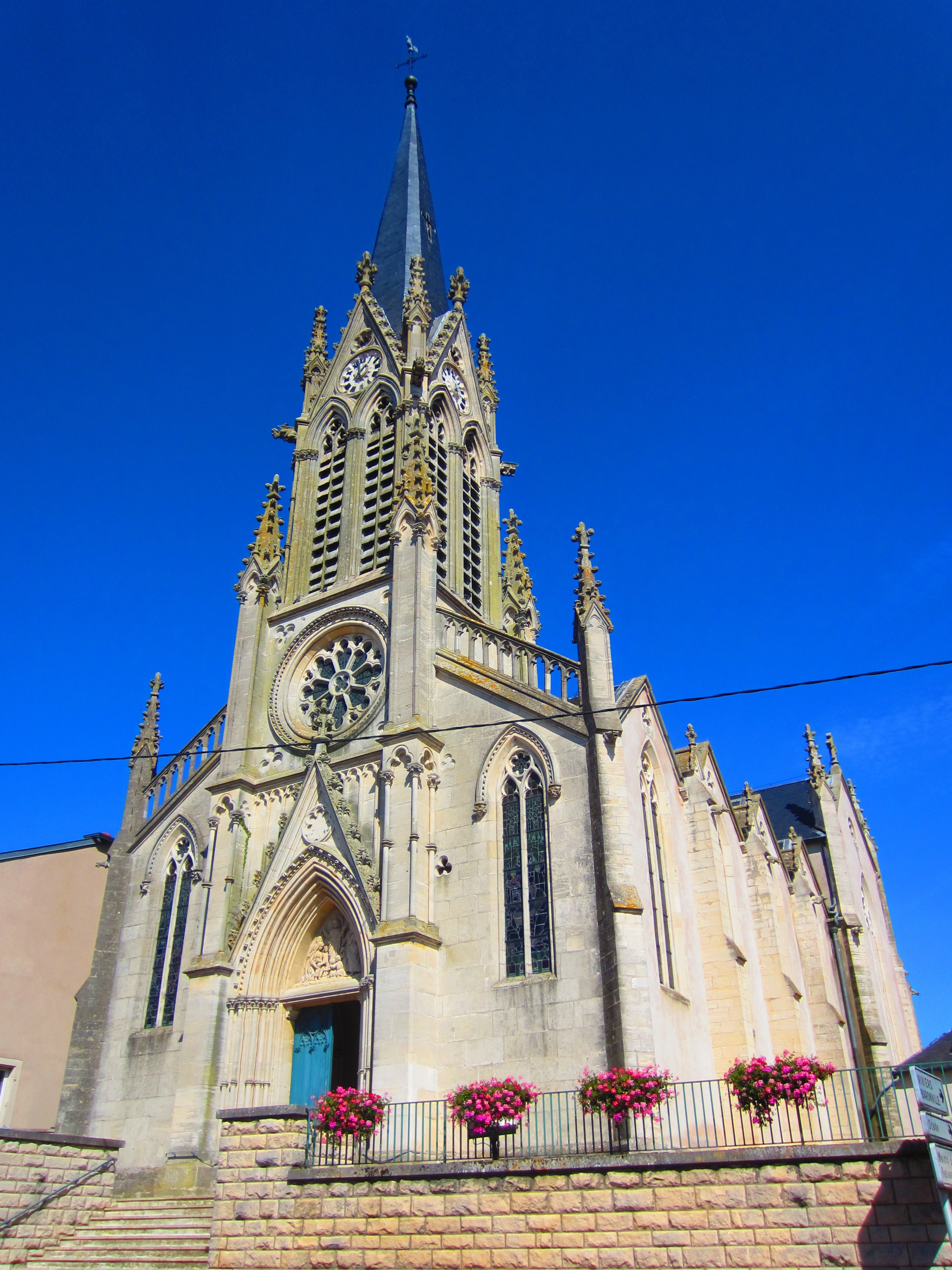
圣日耳曼教堂

2023年，代尔姆境内共有1家博物馆。代尔姆境内建有多媒体中心（Médiathèque），每周二、三、五、六向公众开放。

### 建筑
截至2025年3月，代尔姆境内共有1处建筑被列入法国国家文物保护单位，为代尔姆犹太教堂，此外当地镇中心的欧塞尔圣日耳曼教堂（Église Saint-Germain-d'Auxerre de Delme）也是当地的一处地标性建筑物。

### 旅游
代尔姆的旅游事务由其所属的索努瓦市镇公共社区联合各级政府协调负责。2024年，代尔姆境内共有2家酒店共计25间房间。

### 媒体
法国主要的媒体均可在代尔姆接收，法国电视三台下属的大东部大区频道在部分时段播出代尔姆所在摩泽尔省的地方新闻。《洛林共和人报》、洛林阵营广播、Ici洛林、摩泽尔电视台等是当地主要的地方性媒体。

## 友好城市
截至2025年3月，代尔姆暂未建立任何友好城市关系。